# Gustav-Adolf Schur
Gustav-Adolf Schur, známý jako Täve Schur (* 23. února 1931 Biederitz) je bývalý německý cyklista, reprezentant Německé demokratické republiky.
Vyučil se mechanikem, s cyklistikou začal v Magdeburgu, později závodil za Deutsche Hochschule für Körperkultur v Lipsku. V letech 1958 a 1959 vyhrál závod amatérů na mistrovství světa v silniční cyklistice (jako prvnímu se mu podařilo obhájit titul), v roce 1960 byl druhý. Na OH 1956 byl pátý v silničním závodě jednotlivců s hromadným startem a v hodnocení družstev získalo společné německé družstvo bronzovou medaili. Na OH 1960 byl členem týmu, který skončil v časovce družstev na druhém místě.
Vyhrál Závod míru v letech 1955 a 1959, v letech 1953, 1957, 1960, 1963 a 1964 byl členem vítězného družstva, získal devět etapových vítězství a patnáct etap jel ve žlutém trikotu. Čtyřikrát vyhrál etapový závod Kolem NDR (1953, 1954, 1959 a 1961), byl také vítězem jednorázových závodů Rund um Berlin 1951 a Harzrundfahrt 1955, 1956, 1959 a 1960, v roce 1954 se stal vysokoškolským mistrem světa. Byl mistrem NDR v silničním závodě v letech 1954, 1957, 1958, 1959, 1960, 1961 a v cyklokrosu v roce 1953. V letech 1953 až 1961 byl devětkrát po sobě zvolen východoněmeckým sportovcem roku, vyhrál také v roce 1979 anketu o nejlepšího sportovce za třicet let existence NDR.
Získal nejvyšší východoněmecké státní vyznamenání Vaterländischer Verdienstorden a v letech 1958 až 1990 byl poslancem Volkskammer. I po sjednocení Německa zůstal členem postkomunistické PDS, za kterou zasedal v letech 1998–2002 v Bundestagu. Byl navržen na zařazení do Síně slávy německého sportu, ale po řadě protestů poukazujících na Schurovo spojení s východoněmeckým režimem byl návrh zamítnut. Byl dlouholetým cyklistickým trenérem a funkcionářem, zasazoval se o obnovu Závodu míru a podnikl za tím účelem i ve vysokém věku řadu propagačních cyklojízd, provozoval obchod s bicykly nazvaný Täves Radladen, hrál také ve filmu Daniel a mistr světa. V roce 2005 po něm byla pojmenována planetka (38976) Tave.
Známé bylo jeho dlouholeté přátelství s českým cyklistou Janem Veselým, podle kterého také pojmenoval svého nejstaršího syna Jana, olympijského vítěze v časovce družstev z roku 1988.